# سرگئی وربیلو
سرگئی وربیلو (اوکراینی: Сергій Олександрович Вербілло؛ زادهٔ ۲۱ ژوئیهٔ ۱۹۸۴) رقصنده روی یخ اهل اوکراین است. وی همچنین از اسکیت‌بازان نمایشی در بازی‌های المپیک زمستانی ۲۰۱۰ بوده است. 